# Bolivaritettix tenuifemura
Bolivaritettix tenuifemura is een rechtvleugelig insect uit de familie doornsprinkhanen (Tetrigidae). De wetenschappelijke naam van deze soort is voor het eerst geldig gepubliceerd in 2010 door Deng, Zheng & Wei.